# Granița militară bănățeană

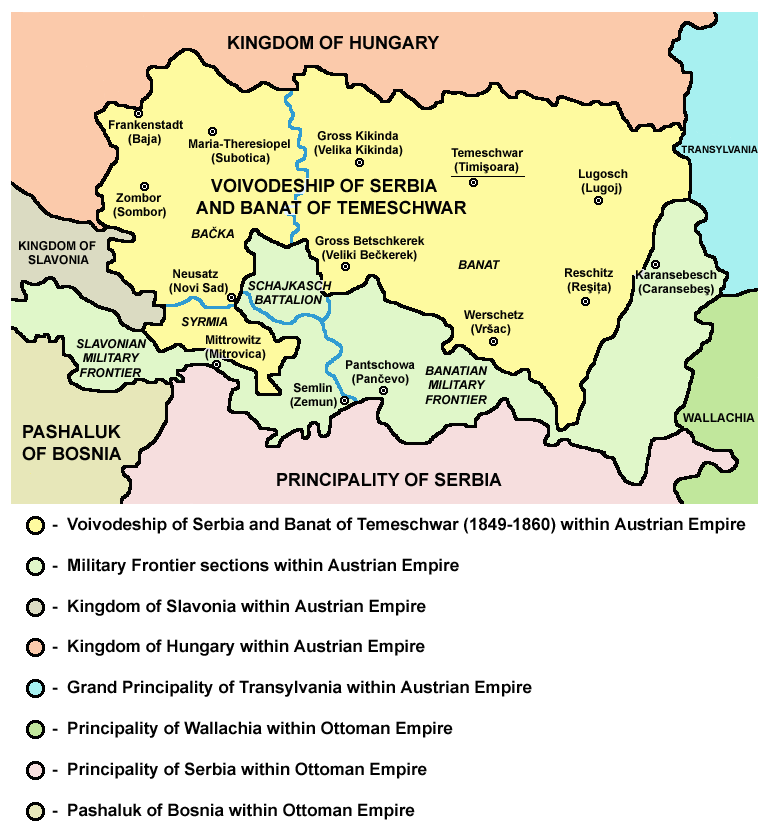
Harta frontierei militare bănăţene

Granița militară bănățeană (frontiera, Confinăria, sârbă Banatska vojna granica) a fost o structură administrativă și militară a Imperiului Habsburgic, la frontiera sudică și sud–estică a Banatului, creată treptat, între anii 1768-1774, cu scop de apărare în fața amenințării otomane. Granița militară bănățeană a rămas sub administrație militară imperială (austriacă) chiar și după cedarea Banatului către Ungaria, până la desființarea sa, în 1872.

În 1783 a fost inclus în granița militară și orașul Caransebeș, împreună cu 12 sate din apropiere.